# AG (調査業)
株式会社AG (AG Corporation) は、日本で調査業（探偵）を営んでいた企業である。本社を東京都新宿区に置いていた。埼玉県上尾市に現在も存在するAG探偵社とは関係はない。

## 沿革
- 1960年 : 戦後、汐月宏巳が、アジア(ASIA)秘密探偵社を設立する。
- 1969年 : 株式会社として登記し、東京都新宿において株式会社アジア秘密探偵社を設立する。
- 2000年 : 社名を、株式会社アジアグループ(ASIA GROUP.CO.LTD) に変更する。
- 2004年 : 社名を、株式会社AG(AG Corporation) に変更する。東京都新宿区西新宿に移転する。
- 2018年 : 12月26日に東京地方裁判所から破産手続開始決定を受ける[1]。
- 2019年：法人格消滅。

## 主な相談内容
- 家出人・失踪人・行方不明者の捜索に関するもの。
- 素行・浮気・結婚・盗聴などの調査に関するもの。
- 子供の悩み・離婚問題・ストーカー・近隣住民・企業に関する問題など。

※パブリック配布資料から抜粋

## 探偵犬
探偵犬 (DETECTIVE DOG) とは、嗅覚を使って人探しや動物探しなどを行うために訓練された犬のことである。犬種はイギリスを原産地とするラブラドールレトリバーで、盲導犬としても使用されている。探偵会社ＡＧには、探偵犬としての訓練を受けたラブラドールが飼われている。

## 取材協力履歴
雑誌「レトリバー」2005年5月号「オフィスドッグの肖像」、日本テレビ、日本経済新聞 2011/2/28付社会面「立教大学の入試問題(手前)の解答を求める投稿があったインターネットの掲示板について」、エキサイト 2011/06/01記事「復刻版広告について」など。